# Arthur Miller
Arthur Asher Miller (ur. 17 października 1915 w Nowym Jorku, zm. 10 lutego 2005 w Roxbury) – amerykański dramaturg żydowskiego pochodzenia, scenarzysta, eseista i autor słuchowisk radiowych, laureat Nagrody Pulitzera za dramat Śmierć komiwojażera (1949).

## Życiorys
Urodził się na Manhattanie, w rodzinie żydowskich imigrantów, Izydora i Augusty (Talal). Jego dziadkowie pochodzili z Radomyśla Wielkiego i wyemigrowali z Polski do USA. Miał starszego brata, Kermita, i młodszą siostrę, Joan. Jego ojciec, niepiśmienny, lecz zamożny kupiec, był producentem odzieży. W 1929 wraz z załamaniem się wskutek Wielkiego kryzysu Nowojorskiej Giełdy Papierów Wartościowych i utraty rodzinnego interesu, Millerowie przenieśli się do skromniejszego mieszkania we Flatbush na Brooklynie.
W 1932 ukończył Abraham Lincoln High School w Nowym Jorku. Millerowie nie mieli środków, aby wysłać syna na uniwersytet, dlatego Arthur po zapewnieniu sobie miejsca na University of Michigan podejmował on wiele prac pomocniczych, aby opłacić czesne na wydziale dziennikarstwa, m.in. sprzedawał płaszcze i był piosenkarzem w lokalnej rozgłośni radiowej. Na uniwersytecie został reporterem i nocnym redaktorem studenckiej gazety „The Michigan Daily”. Wtedy też napisał swoją pierwszą sztukę No Villain, za którą zdobył Avery Hopwood Award. Po rozpoczęciu studiów na wydziale anglistyki poznał profesora Kennetha Rowe'a, który ukierunkował go na dramaturgię. Przez resztę życia pozostał w ścisłych relacjach ze swoją Alma Mater, ustanawiając uniwersytecką nagrodę Arthur Miller Award w 1985, nagrodę Arthur Miller Award for Dramatic Writing w 1999 oraz użyczając swego nazwiska dla Arthur Miller Theatre w 2000.
W 1937 napisał sztukę Honors at Dawn, która również otrzymała Avery Hopwood Award. W następnym roku uzyskał stopień licencjata na Wydziale Anglistyki. Dołączył do Federal Theater Project oraz do New Deal Agency, agencji założonej, by zapewniać pracę w teatrze. Wybrał pracę w teatrze, mimo że otrzymał ofertę pracy jako scenarzysta dla 20th Century Fox. Jednak Amerykański Kongres, obawiając się o możliwe przenikanie komunizmu do projektu, zamknął go. Miller rozpoczął pracę w Brooklyn Navy Yard, pisząc w międzyczasie sztuki radiowe, które były grywane w CBS. Został zwolniony z obowiązku służby w armii amerykańskiej podczas II wojny światowej z powodu urazu rzepki kolanowej nabytego w szkole średniej. Pracował jednak przez rok jako monter w bazie wojennej w Brooklynie.
W 1947 otrzymał nagrodę Nowojorskiego Klubu Krytyków Teatralnych za spektakl Wszyscy moi synowie. W 1949 odebrał Nagrodę Pulitzera za Śmierć komiwojażera.
Odmawiał złożenia zeznań przeciwko innym w Komisji ds. Działalności Antyamerykańskiej Izby Reprezentantów (House Un-American Activities Committee).

### Życie prywatne
5 sierpnia 1940 ożenił się z ukochaną z czasów studenckich, Mary Grace Slattery, korektorką w wydawnictwie Harper. Mieli dwoje dzieci, Jane i Roberta. 11 czerwca 1956 rozwiódł się z żoną, a już 18 dni później poślubił Marilyn Monroe, z którą rozwiódł się 29 stycznia 1961. 17 lutego 1962 ożenił się z fotografką Inge Morath (zm. 30 stycznia 2002), z którą miał dwoje dzieci.

## Najważniejsze dramaty
- 1947 – All My Sons (Wszyscy moi synowie)
- 1949 – Death of a Salesman (Śmierć komiwojażera)
- 1952 – The Crucible (Czarownice z Salem)
- 1956 – A View from the Bridge (Widok z mostu)
- 1964 – Incident at Vichy (Incydent w Vichy)
- 1964 – After the Fall (Po upadku)
- 1968 – The Price (Cena)
- 1982 – Some Kind of Love Story (Coś w rodzaju miłości)
- 1982 – Elegy for a Lady (Elegia dla jednej pani)
- 1987 – Danger Memory! (Strzeż się pamięci)